# La Phalène blanche
Pour les articles homonymes, voir Phalène.
Pour plus de détails, voir Fiche technique et Distribution.
La Phalène blanche (The White Moth) est un film muet américain de Maurice Tourneur, sorti en 1924.

## Synopsis
Mona Reid est devenue une vedette du Casino avec un numéro où elle sort d'un cocon tel un papillon ("la Phalène blanche"), puis danse avec son partenaire Gonzalo. Robert Vantine, pour empêcher son frère Douglas d'épouser Mona alors qu'il est déjà fiancé à une autre femme, la courtise et l'emmène à New York où ils se marient. Lorsque son ancien partenaire cherche à la courtiser de nouveau, Robert se rend compte de son réel intérêt pour elle.

## Fiche technique
- Titre original : The white moth
- Titre français : La Phalène blanche
- Réalisation : Maurice Tourneur
- Scénario : Izola Forrester
- Direction artistique : Jack Okey
- Costumes : Edward Stevenson
- Photographie : Arthur L. Todd
- Montage : Frank Lawrence
- Production : M. C. Levee
- Société de production : Maurice Tourneur Productions
- Société de distribution : Associated First National Pictures
- Pays d'origine :  États-Unis
- Langue originale : anglais
- Format : noir et blanc — 35 mm — 1,37:1 — Muet
- Genre : Mélodrame
- Durée : 70 minutes
- Date de sortie :
  - États-Unis : 11 mai 1924

## Distribution
- Barbara La Marr : Mona Reid
- Conway Tearle : Robert Vantine
- Charles de Rochefort : Gonzalo Montrez
- Ben Lyon : Douglas Vantine
- Edna Murphy : Gwen
- Josie Sedgwick : Ninon
- Kathleen Kirkham : Mme Delancey
- William Orlamond : Tothnes